# Styrax zhejiangensis
Styrax zhejiangensis là một loài thực vật có hoa trong họ Bồ đề. Loài này được S.M. Hwang & L.L. Yu miêu tả khoa học đầu tiên năm 1983.